# Катін-Ярцев Юрій Васильович
Юрій Васильович Катін-Ярцев (рос. Юрий Васильевич Катин-Ярцев; 23 липня 1921, Москва, Російська РФСР — 18 березня 1994, Москва, Росія) — радянський і російський актор театру і кіно, театральний педагог. Заслужений діяч мистецтв РРФСР (1978). Народний артист РРФСР (1989).

## Життєпис
Народився в сім'ї представників стародавнього дворянського роду Катіних-Ярцевих — дворян Рязанської губернії.
У 1939 вступив до театрального училища ім. Щукіна, того ж року був призваний до армії.
Учасник німецько-радянської війни. Нагороджений орденом «Червона зірка», медалями «За бойові заслуги», «За перемогу над Німеччиною».
У 1950 закінчив училище і став актором Московського театру на Малій Бронній, в якому працював до кінця життя. Одночасно зайнявся викладацькою роботою в рідному училищі. Вважався кращим викладачем кафедри акторської майстерності, серед учнів: Наталя Гундарєва, Костянтин Райкін, Юрій Богатирьов, Наталія Варлей, Веніамін Смехов, Леонід Ярмольник, Євгенія Симонова і багато інших.
З 1954 року почав зніматися в кіно, зігравши невелику роль у фільмі Володимира Басова «Школа мужності». На початку 1970-х років зіграв Пуришкевича в історичній драмі «Агонія», астронома в телесеріалі «Сімнадцять миттєвостей весни» і кілька інших ролей. Здобув популярність після зйомок у казці «Пригоди Буратіно», де зіграв Джузеппе-Сизого носа. Яскравою виявилась також роль слуги барона Мюнхгаузена Томаса в телефільмі «Той самий Мюнхгаузен».
Знявся в низці українських картин.
Пішов з життя 18 березня 1994 року. Похований у Москві на Вірменському кладовищі.

## Фільмографія
Озвучування:
- «Півень і боярин» (1986, мультфільм)[2]

Ролі в кіно:
- «Школа мужності» (1954)
- «Пароль не потрібен» (1967)
- «Інтервенція» (1968, мосьє Золотницький, заслужений «ведмежатник»)
- «Слідство ведуть ЗнаТоКі» («Чорний маклер». Справа N1) (1971)
- «Молоді» (1971, аптекар)
- «Хвилина мовчання» (1971, Сидоров)
- «Будденброки» (1972, фільм-спектакль; Йоганн Будденброк-старший)
- «Мармуровий будинок» (1972)
- «Сімнадцять миттєвостей весни» (1973, астроном)
- «Мегре і стара дама» (1974, фільм-спектакль; доктор Жоллі)
- «Агонія» (1975, Пуришкевич)
- «Діаманти для диктатури пролетаріату» (1975, Крутов)
- «Це ми не проходили» (1975)
- «Пригоди Буратіно» (1975, Джузеппе)
- «Про що не дізнаються трибуни» (1975, Микола Миколайович, вчитель)
- «Шагренева шкіра» (1975, фільм-спектакль; Порріке)
- «Чарівне коло» (1976)
- «Місто з ранку до опівночі» (1976, лікар; Одеська кіностудія)
- «Мартін Іден» (1976, фільм-спектакль; бібліотекар)
- «Ну, публіка!» (1976, фільм-спектакль; професор Пушков)
- «Луньов сьогодні і завтра» (1977, фільм-спектакль; Пецка)
- «Смішні люди!» (1977)
- «Фантазії Веснухіна» (1977, Одеська кіностудія)
- «Людина, якій щастило» (1978, професор)
- «Баламут» (1978, Терещенко)
- «Вітер мандрів» (1978)
- «Йшов собака по роялю» (1978, професор Чиж)
- «Капітанська дочка» (1978, фільм-спектакль; Іван Гнатович)
- «Місяць довгих днів» (1978, фільм-спектакль; Лев Іванович Некрасов)
- «Той самий Мюнхгаузен» (1979, Томас)
- «Рідна справа» (1979)
- «Троє в одному човні, як не рахувати собаки» (1979, 3-й гренадер)
- «Лють» (1979, фільм-спектакль; Потапич)
- «Двадцять шість днів із життя Достоєвського» (1980)
- «Канікули Кроша» (1980)
- «Крах операції „Терор“» (1980, Павло Васильович)
- «Непроханий друг» (1980, професор Вєдєнєєв)
- «Петровка, 38» (1980, Григорій Іванович)
- «Художник з Шервудському лісу» (1980, фільм-спектакль)
- «Лінія життя» (1981)
- «Хто заплатить за удачу» (1980, картковий шулер)
- «Всім — спасибі!..» (1981, Микола Іванович)
- «На Гранатових островах» (1981, Дейв)
- «Прощання» (1981, Богодул)
- «Очікування» (1981, Яша, фотограф; Одеська кіностудія)
- «Проданий сміх» (1981, пан Рикерт)
- «Тропініни» (1981, Микола Васильович Махрюта)
- «Державний кордон. Східний кордон» (1982, Фомичов)
- «Забуті речі» (1982, Юрій Крум)
- «Нікколо Паганіні» (1982, Урбіно; СРСР—Болгарія)
- «Надія і опора» (1982, Анатолій Петрович)
- «Срібне ревю» (1982, дідусь Олени)
- «Мати Марія» (1982, князь)
- «Тут твій фронт» (1983, дід Матвій)
- «Вам телеграма...» (1983, Лобачевський)
- «Климко» (1983, Федір Демидович Сноп, майстер училища; кіностудія імені О. Довженка)
- «Чорний замок Ольшанський» (1983, Мультан)
- «Блискучий світ» (1984, доктор Стівві)
- «Людина-невидимка» (1984, господар чарівної крамниці)
- «Сонце в кишені» (1984, старий у селі)
- «Говорить Москва» (1985, Йосип Ілліч)
- «Дайте нам чоловіків!» (1985, Одеська кіностудія; професор)
- «Багратіон» (1985, Суворов)
- «Перша зустріч, остання зустріч» (1987)
- «Візит до Мінотавра» (1987, т/ф, Трубіцин Микола Геогійович, скрипаль — вчитель Білаша)
- «Приморський бульвар» (1988, т/ф, фотограф; Одеська кіностудія)
- «Нехай я помру, господи...» (1988, Зяма)
- «Блакитна троянда» (1988, Проценко; Укртелефільм)
- «Здоров'я бажаю! або Скажений дембель» (1990, генерал)
- «Яма» (1990, сторож на кладовищі)
- «Санітарна зона» (1990, пекар Якимич)
- «Гангстери в океані» (1992, слуга у філіппінців)
- (рос.)«Налётъ» (1993, Одеська кіностудія)
- «Пістолет з глушником» (1993, генерал)
- «Повернення „Броненосця“» (1997) та ін.

## Пам'ять
- 2002 — Пам'яті актора присвячена передача в російському документальному телециклі (рос.)«Чтобы помнили»: (рос.)«Юрий Катин-Ярцев» (фільм 87).